# Murailles de Cana
Les murailles de Cana (en italien : Mura di Cana) constituent le système défensif de Cana, un hameau de la commune de Roccalbegna, dans la province de Grosseto en Toscane.

## Histoire
Les murailles de la ville ont été construits par les Aldobrandeschi au début du XIIIe siècle, époque à laquelle la forteresse aldobrandesque a également été construite. Le système défensif entourait le château d'origine situé au sommet de la colline.
Au cours des siècles suivants, le village de Cana s'est développé vers la partie inférieure de la colline, sans que les murailles de la ville préexistantes ne soient agrandies ni qu'une deuxième enceinte soit construite pour protéger le plus grand quartier résidentiel.
Les murs ont été restaurés aussi bien sous la république de Sienne qu'à l'époque des Médicis, lorsque la précieuse citerne a également été construite dans la nouvelle partie de la ville. Plus récemment, une partie des courtines s'est retrouvée adossée aux murs extérieurs de certains bâtiments, certaines sections ont été démolies, tandis que d'autres ont été conservées, bien que partiellement modifiées.

## Description
Les murailles délimitent en partie la partie supérieure et la plus ancienne du centre historique, dans laquelle s'étendait à l'époque médiévale le château des Aldobrandeschi.
De l'ancien système défensif sont conservées quelques courtines en pierre, qui, par endroits, s'appuient contre les murs extérieurs des maisons. Dans certaines sections, les murs sont caractérisés par une base d'escarpement plus ou moins prononcée. Le système de murs défensifs est intégré, dans la partie la plus élevée, au complexe de la forteresse, qui avait autrefois un aspect fortifié et était également appelée Rocca al Cane.

## Galerie

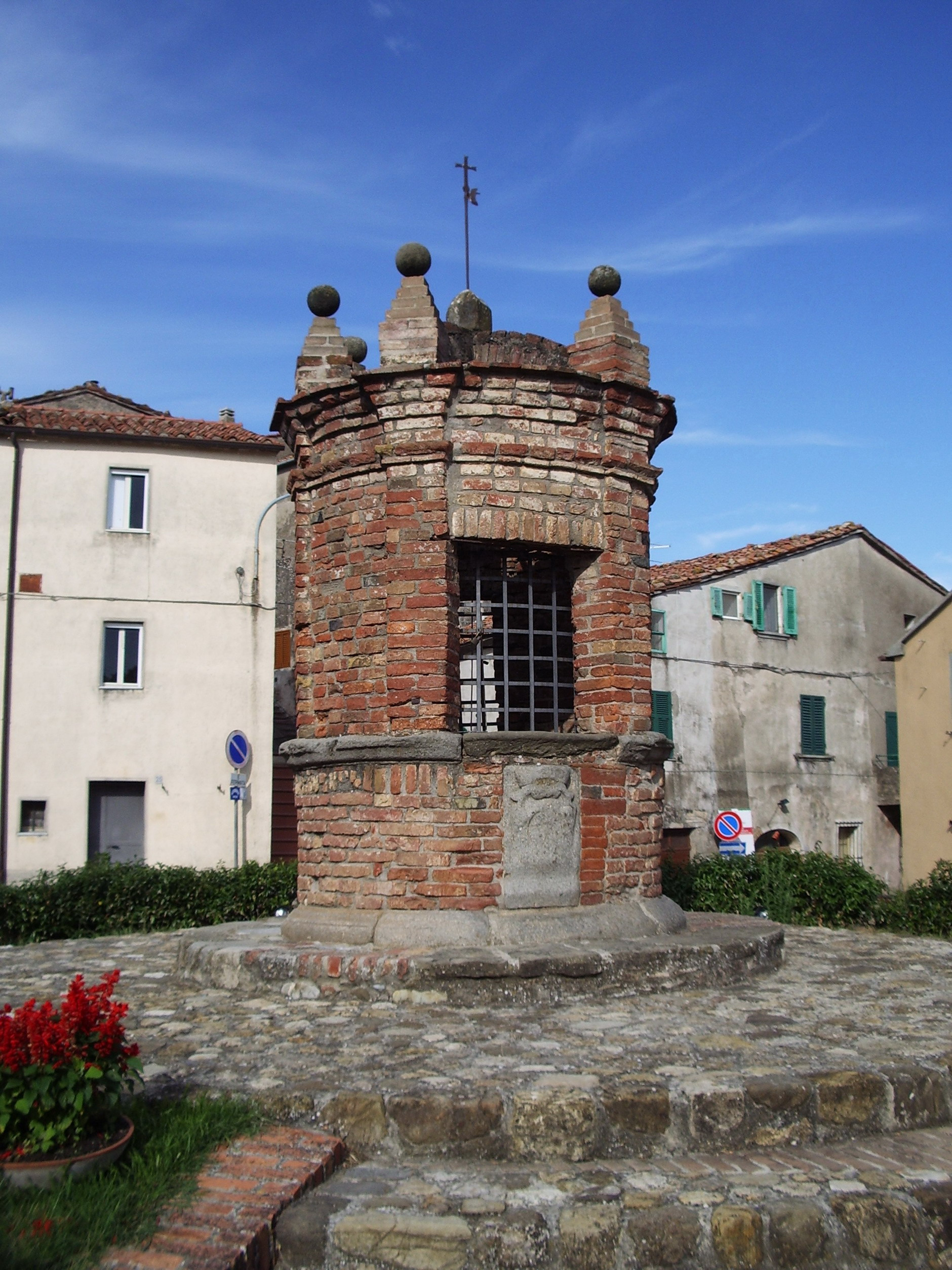
Citerne des Médicis.